# Оленегорский горняк
«Оленего́рский горня́к» (до 1977 р. — СДК-91, з 1977 по 2000 р. — БДК-91) — російський великий десантний корабель проєкту 775. Входив до складу Північного флоту РФ.
Став другим найбільшим російським військовим кораблем після потопленого крейсера «Москва», який був істотно пошкоджений або знищений Силами Оборони України.

## Історія
Судно побудоване на корабельні Stocznia Północna у Гданську (Польща). Увійшло до складу військового флоту СРСР 30 червня 1976. До 1977 року називалося «СДК-91», потім — «БДК-91». 7 травня 2000 року перейменоване на «Оленегорский горняк» у зв'язку з тим, що шефство над кораблем встановив Оленьогірський гірничо-збагачувальний комбінат.

### Російська інтервенція до Сирії
З грудня 2013 року по травень 2014 року брав участь у поході кораблів Північного флоту у Середземне море на чолі з важким авіаносним крейсером «Адмірал Кузнєцов».

### Російсько-українська війна
9 лютого 2022 року судно увійшло в Чорне море (офіційно — для участі у військових навчаннях, а по суті — для підтримки повномасштабного вторгнення в Україну 24 лютого 2022 року).
Спершу базувалося у Севастополі, згодом через небезпеку атаки безпілотниками спрямоване до Новоросійська. У липні 2023 році, після пошкодження моста через Керченську протоку, судно призначене для перевезення цивільного автотранспорту з Новоросійська до Керчі.
4 серпня 2023 року «Оленегорский горняк» уражений надводними безпілотниками в акваторії Новоросійська. Факт ураження заперечувався Міноборони Росії, але в мережі з'явилося декілька відео буксирування пошкодженого човна зі значним креном на лівий борт.
На оприлюднених згодом супутникових знімках Planet Labs пошкоджений корабель було видно пришвартованим біля пірса військово-морської бази Новоросійська, з пробоїни у воду витікала чорна рідина (імовірно — пальне).
Через чотири дні, 8 серпня 2023 року, корабель прибув до сухого доку на північ від морських причалів у Новоросійську.

## Тактико-технічні характеристики
- Швидкість: 18 вузлів
- Дальність плавання: 6000 миль при 12 вузлах
- Екіпаж: 87 осіб
- Водотоннажність: 4080 тонн
- Довжина: 112,5 метра
- Ширина: 15 метрів
- Осадка: 3,7 метра
- 2 дизелі, 2 гвинти, потужність — 19200 к. с.

### Озброєння
2 здвоєні 57 мм артилерійські установки ЗІФ-31Б, 2 пускові установки реактивної системи залпового вогню БМ-21 «Град-М», 4 пускові установки переносного зенітно-ракетного комплексу «Стріла-2». На борту можуть розташовуватися до 500 тонн техніки та вантажів та 225 десантників.